# شانس (آلبوم)
شانس سومین آلبوم رسمی فرزاد فرزین خواننده ایرانی است که در ۸ اسفند ۱۳۸۸ به‌وسیلهٔ موسسه چهره خندان منتشر شد. شعر، آهنگسازی و تنظیم‌کنندگی کار نیز بر عهده فرزین بوده‌است. این آلبوم با فروش خوبی روبه رو شد.

## ترک‌ها
- احساس من
- چیکه چیکه
- برو
- دونه دونه
- شانس
- اون تو نیستی
- چرا دنیا
- دیگه دیره
- کی‌میتونه
- فانوس
- سوپر استار